# Día Debian

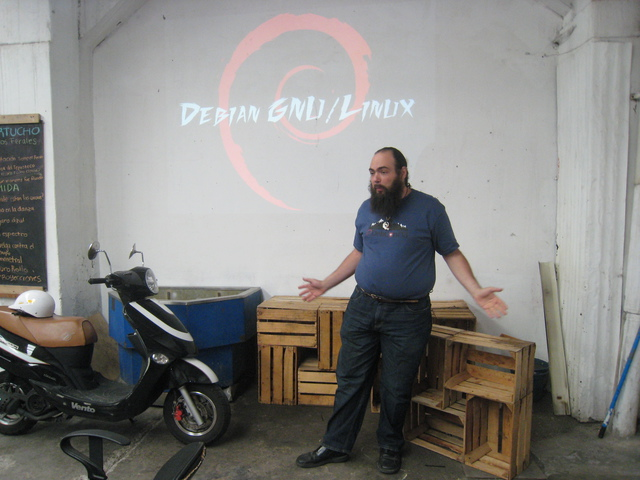
Hacker hablando sobre el Día Debian

El día Debian, que se celebra cada 16 de agosto, conmemora el aniversario del nacimiento del Proyecto Debian (en inglés, Debian Project), que es la organización responsable de la creación y mantenimiento de la distribución Debian GNU/Linux, centrado en GNU/Linux y utilidades GNU. Fundado en 1993 por Ian Murdock, el proyecto ha crecido de un grupo reducido de hackers a lo que es hoy, una comunidad a nivel mundial dedicada al mantenimiento y desarrollo de este sistema operativo.
Cada 16 de agosto se conmemora un nuevo aniversario del nacimiento del proyecto, por lo que cada grupo de usuarios organiza un evento a nivel local con variadas actividades referentes tanto a Debian como al software libre en general, tales como:
- Festival de instalación
- Fiesta de firmado de llaves
- Charlas
- Regalo de copias del sistema operativo

## Comunidad
Los países que celebran (o han celebrado) este evento son:
- Argentina
- Brasil
- Bolivia - Día Debian Bolivia
- Chile
- Colombia
- Cuba
- El Salvador
- España
- México -
- Paraguay
- Perú
- Uruguay
- Venezuela - Día Debian Venezuela